# Hayao Miyazaki
Pour les articles homonymes, voir Miyazaki (homonymie).
Hayao Miyazaki (宮崎 駿, Miyazaki Hayao), né le 5 janvier 1941 à Tokyo, est un animateur, réalisateur, producteur, scénariste, écrivain et mangaka japonais. Cofondateur du Studio Ghibli avec Isao Takahata, il obtient une renommée internationale grâce à son talent de conteur et ses films d'animation. Il est considéré comme l'un des cinéastes les plus accomplis de l'histoire de l'animation.
Né dans le quartier de Bunkyō à Tokyo, Miyazaki s'intéresse très tôt aux mangas et à l'animation et rejoint Toei Animation en 1963. Pendant ses premières années au studio, il travaille comme intervalliste et collabore ensuite avec le réalisateur Isao Takahata. Au sein de Toei, Miyazaki contribue notamment aux films Doggie March et Garibā no uchū ryokō. Il fournit des animations clés à d'autres films de Toei, comme Le Chat botté et L'Île au trésor, avant de passer à A-Pro en 1971, où il coréalise Edgar de la Cambriole aux côtés de Takahata. Après être passé chez Zuiyō Eizō (connu plus tard sous le nom de Nippon Animation) en 1973, Miyazaki travaille comme animateur sur World Masterpiece Theater, et réalise la série télévisée Conan, le fils du futur (1978). Il rejoint la Tokyo Movie Shinsha en 1979 pour réaliser son premier long métrage Le Château de Cagliostro ainsi que la série télévisée Sherlock Holmes. À la même époque, il écrit et illustre le manga Nausicaä de la Vallée du Vent (1982-1994), et il réalise également son adaptation cinématographique de 1984, produite par Topcraft.
Miyazaki cofonde le Studio Ghibli en 1985. Il réalise de nombreux films avec Ghibli, dont Le Château dans le ciel (1986), Mon voisin Totoro (1988), Kiki la petite sorcière (1989) et Porco Rosso (1992). Ces films connaissent un succès critique et commercial au Japon. Le film suivant de Miyazaki, Princesse Mononoké, est le premier film d'animation à remporter le Japan Academy Prize du film de l'année, et devient à sa sortie en 1997 le plus gros succès commercial de l'histoire du box-office japonais ; sa distribution dans le monde occidental accroît considérablement la popularité et l'influence de Ghibli en dehors du Japon. Son film Le Voyage de Chihiro, sorti en 2001, devient le film le plus rentable de l'histoire du Japon, remporte l'Oscar du meilleur film d'animation et est souvent classé parmi les plus grands films des années 2000. Les films ultérieurs de Miyazaki — Le Château ambulant (2004), Ponyo sur la falaise (2008) et Le vent se lève (2013) — connaissent eux aussi un succès critique et commercial. Bien que Miyazaki, après la sortie du Vent se lève, déclare cesser les longs métrages, en 2023 sort le long métrage Le Garçon et le Héron.
Les œuvres de Miyazaki sont caractérisées par la récurrence de thèmes tels que la relation de l'humanité avec la nature et la technologie, la salubrité des modes de vie naturels et traditionnels, l'importance de l'art et de l'artisanat, et la difficulté de maintenir une éthique pacifiste dans un monde violent. Les protagonistes de ses films sont souvent des filles ou des jeunes femmes fortes, et plusieurs de ses films présentent des protagonistes moralement ambigus dotés de qualités rédemptrices. Les œuvres de Miyazaki sont très appréciées et récompensées ; le réalisateur est nommé personne de mérite culturel pour ses contributions culturelles exceptionnelles en novembre 2012 et reçoit l'Oscar d'honneur pour son impact sur l'animation et le cinéma en novembre 2014. Miyazaki est cité comme une source d'inspiration pour de nombreux animateurs, réalisateurs et écrivains.

## Biographie

### Enfance et jeunesse
Hayao Miyazaki naît le 5 janvier 1941 à Tokyo dans le quartier d’Akebono dans l’arrondissement de Bunkyō. Il est le deuxième d’une fratrie de quatre garçons. Son père, Katsuji Miyazaki (né en 1915), est alors directeur de Miyazaki Airplane, une entreprise en aéronautique appartenant à son frère (l’oncle de Hayao) qui fabrique des gouvernes pour des avions de chasse de type zéro pendant la Seconde Guerre mondiale. Cette entreprise permet à la famille Miyazaki de demeurer prospère pendant les premières années de sa vie. Le père de Miyazaki aime acheter des tableaux et les montrer à ses invités, mais il n'a guère de connaissances artistiques. Il déclare s'être engagé dans l'armée impériale japonaise vers 1940 ; après avoir déclaré à son commandant qu'il ne souhaite pas se battre à cause de sa femme et de son jeune enfant, il est libéré après un sermon sur le manque de loyauté. Selon Miyazaki, son père lui raconte souvent ses exploits, et affirme avoir continué à fréquenter les boîtes de nuit après avoir eu 70 ans. Katsuji Miyazaki décède le 18 mars 1993. Après sa mort, Miyazaki considère qu'il a souvent eu une vision négative de son père et que celui-ci n'a jamais rien dit de « noble ou d'inspirant ». Il regrette de ne pas avoir eu de discussion sérieuse avec son père et pense avoir hérité de ses « sentiments anarchistes et de son manque d'intérêt pour les contradictions ».

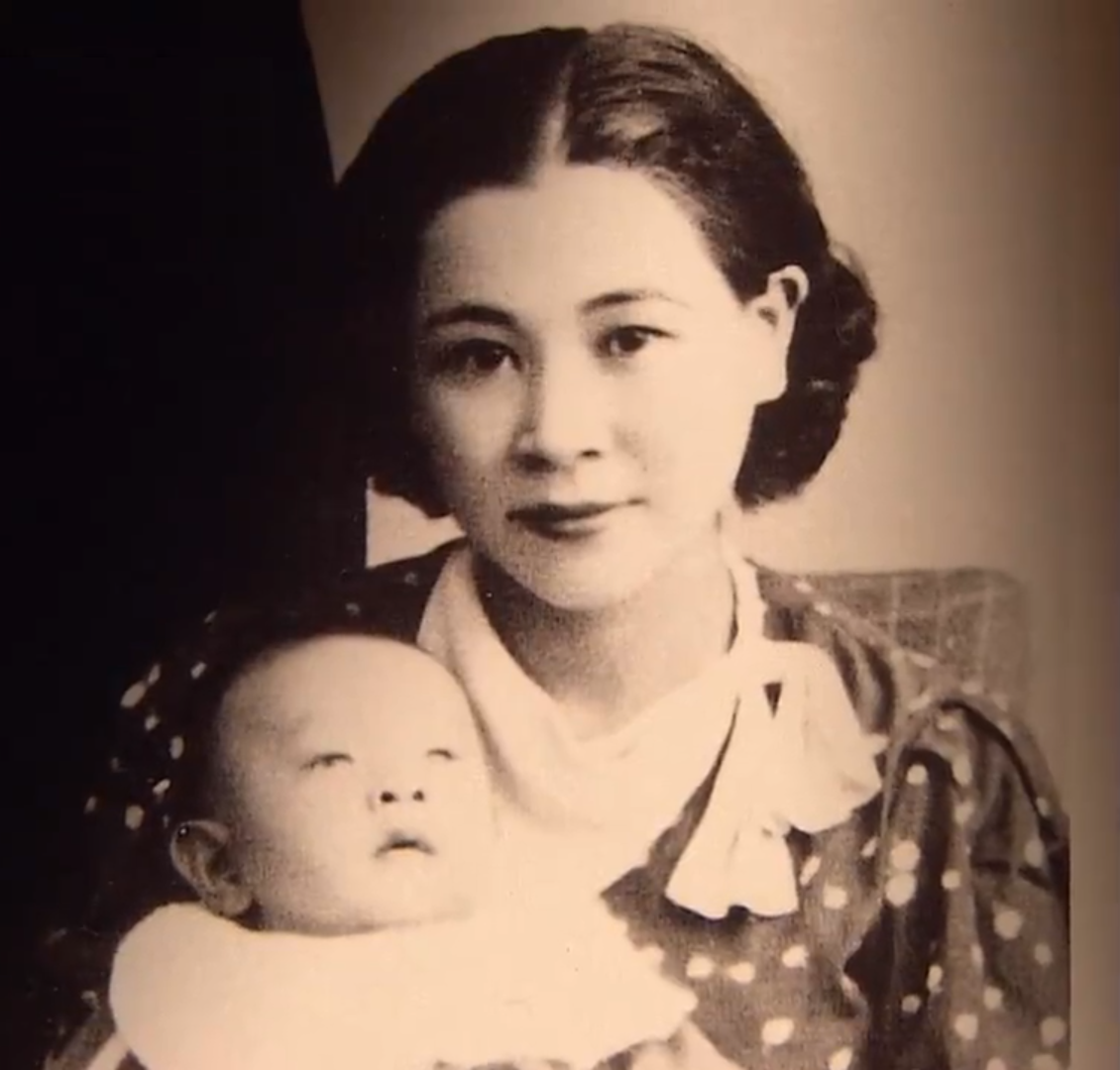
Plusieurs personnages des films de Miyazaki sont inspirés de sa mère Yoshiko.

Miyazaki note que certains de ses premiers souvenirs sont ceux de « villes bombardées ». En 1944, alors qu'il a trois ans, sa famille est évacuée à Utsunomiya. Après le bombardement de la ville en juillet 1945, sa famille et lui sont évacués à Kanuma, également située dans la préfecture de Tochigi au nord de Tokyo. Le bombardement laisse une impression durable sur Miyazaki, alors âgé de quatre ans. Enfant, Miyazaki souffre de problèmes digestifs et on lui dit qu'il ne vivra pas plus de 20 ans, lui donnant l'impression d'être un paria,. De 1947 à 1955, Yoshiko, la mère de Miyazaki, souffre du Mal de Pott, une forme de tuberculose ; elle passe les premières années à l'hôpital avant d'être soignée à la maison. Yoshiko, qui est frugale, est décrite comme une femme intelligente, plutôt réservée et stricte, qui remet régulièrement en question les « normes socialement acceptées ». Elle est la plus proche de Miyazaki et exerce une forte influence sur lui et sur ses œuvres ultérieures. Yoshiko Miyazaki meurt en juillet 1983 à l'âge de 72 ans,.
Miyazaki entre à l'école en 1947, dans une école primaire d'Utsunomiya, où il suit les cours de la première à la troisième année. Après le retour de sa famille au quartier Suginami de Tokyo, Miyazaki termine sa quatrième année à l'école élémentaire Ōmiya et la cinquième à l'école élémentaire Eifuku, qui vient d'être créée après avoir été séparée de l'école élémentaire Ōmiya. Après avoir obtenu son diplôme d'Eifuku en faisant partie de la première classe de diplômés, il fréquente le collège Ōmiya. Il aspire à devenir un dessinateur de manga, mais découvre qu'il ne sait pas dessiner les gens ; à la place, il ne dessine que des avions, des chars et des cuirassés pendant des années. Miyazaki est influencé par des dessinateurs de manga, comme Tetsuji Fukushima, Soji Yamakawa et Osamu Tezuka. Prenant conscience qu’il ne fait que copier le style de Tezuka, il brûle tous les mangas qu’il a dessinés, estimant que cela entrave son propre développement en tant qu'artiste,,. À cette époque, Miyazaki va souvent voir des films avec son père, qui est un cinéphile passionné ; parmi les films qui le marquent figurent Le Repas (めし, Meshi, 1951) et Tasogare Sakaba (1955). Il est fortement inspiré par un auteur français, Paul Grimault et son film écrit avec l'écrivain Jacques Prévert, Le roi et l'oiseau.
Après avoir obtenu son diplôme du collège Ōmiya, Miyazaki entre au lycée de Toyotama. Au cours de sa troisième et dernière année, il découvre le premier long métrage d'animation en couleur du Japon, Le Serpent blanc (白蛇伝, Hakuja den, 1958), qui suscite son intérêt pour l'animation ; il sort en cachette regarder le film au lieu d'étudier pour ses examens d'entrée. Le film est une révélation pour Miyazaki, qui raconte plus tard être tombé amoureux de l'héroïne du film, Pai-nyan, et en avoir pleuré toute la nuit, profondément affecté. Il affirme avoir été « ému jusqu'au plus profond de [son] âme » et que « l'univers pur et sincère du film » a fait ressortir un aspect de lui qui « aspirait désespérément à valoriser le monde plutôt qu'à le renier ». Après avoir obtenu son diplôme à Toyotama, Miyazaki s'inscrit au département d'économie politique de l'Université Gakushuin, avec une spécialisation en théorie industrielle japonaise. Il rejoint le « Club de recherche sur la littérature pour enfants », ce qui se rapproche le plus à l'époque d'un club de bande dessinée. Il est parfois le seul membre du club. Pendant son temps libre, Miyazaki rend visite à son professeur d'art du collège et dessine dans son atelier, où ils boivent tous les deux et « parlent de politique, de la vie, de toutes sortes de choses ». À cette époque, il dessine également des mangas ; il ne termine jamais ses récits, mais accumule des milliers de pages de débuts d'histoires. Il approche aussi fréquemment les éditeurs de mangas pour louer leurs histoires. En 1960, Miyazaki assiste aux manifestations contre l'Anpo, ayant développé un intérêt après avoir vu des photographies dans l'Asahi Graph ; à ce moment-là, il est trop en retard pour participer aux manifestations. Miyazaki est diplômé de Gakushuin en 1963 avec des diplômes en sciences politiques et en économie.

### Début de carrière

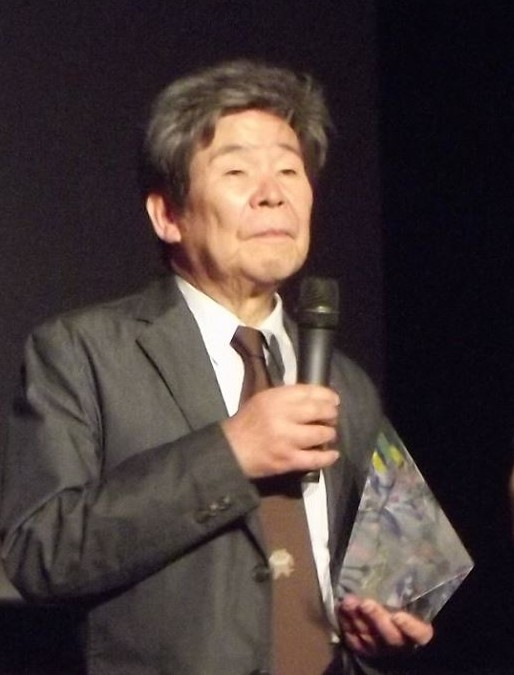
Miyazaki travaille pour la première fois avec Isao Takahata en 1964, marquant le début d'une collaboration et d'une amitié durables,,.

Miyazaki commence sa carrière en 1963 au studio Toei ; c'est la dernière année où la société embauche régulièrement. Il perçoit un salaire de dix-neuf mille cinq cents yens, tandis que le loyer de son petit appartement dans le quartier Nerima lui coûte six mille yens. Miyazaki travaille comme intervalliste sur le film d'animation Doggie March (わんわん忠臣蔵, Wanwan Chūshingura) et série télévisée d'animation Ken, l'enfant-loup (狼少年ケン, Ōkami shōnen Ken), tous deux réalisés en 1963. Il travaille également sur Garibā no uchū ryokō (の宇宙旅行, 1964). Quand des troubles syndicaux éclatent en 1964 au sein du studio, Miyazaki prend la tête des manifestants et devient secrétaire en chef du syndicat des travailleurs. Miyazaki travaille ensuite comme animateur en chef, concepteur artistique et chef décorateur sur Horus, prince du Soleil (太陽の王子ホルスの大冒険, Taiyo no oji : Horusu no daiboken, 1968). Tout au long de la production du film, Miyazaki travaille en étroite collaboration avec son mentor, Yasuo Ōtsuka, dont la vision de l'animation influence profondément son travail. Réalisé par Isao Takahata, avec qui Miyazaki continue de collaborer jusqu'à la fin de sa carrière, le film est très apprécié et considéré comme une œuvre charnière dans l'évolution de l'animation,,. Miyazaki s'installe dans une résidence à Ōizumigakuenchō en avril 1969, après la naissance de son deuxième fils.
Sous le pseudonyme d'Akitsu Saburō (秋津 三朗), Miyazaki écrit et illustre le manga Le Peuple du désert (砂漠の民, Sabaku no tami), publié en 26 épisodes entre septembre 1969 et mars 1970 dans le Shōnen shōjo shinbun (少年少女新聞, littéralement Journal des garçons et des filles). Il est influencé par des histoires illustrées comme Evil Lord of the Desert (沙漠の魔王, Sabaku no maō). Miyazaki réalise également l'animation principale du film Le Chat botté (長靴をはいた猫, Nagagutsu o haita neko, 1969), réalisé par Kimio Yabuki. Il crée une série manga de 12 chapitres pour la promotion du film, publiée dans l'édition dominicale du Tokyo Shimbun de janvier à mars 1969,. Miyazaki propose plus tard des scènes dans le scénario de Le Vaisseau fantôme volant (空飛ぶゆうれい船, Sora tobu yûreisen, 1969), dans lesquelles des chars militaires provoquent une hystérie collective dans le centre-ville de Tokyo, et est engagé pour faire le story-board et l'animation des scènes. En 1970, Miyazaki déménage à Tokorozawa. L'année suivante, il développe la structure, les personnages et les dessins pour l'adaptation de L'Île au trésor d'Hiroshi Ikeda ; il crée l'adaptation manga en 13 parties, imprimée dans le Tokyo Shimbun de janvier à mars 1971,,. Miyazaki fournit également l'animation clé pour Ali Baba et les quarante voleurs (アリババと40匹の盗賊, Alibaba to yonjūbiki no tōzoku, 1971).
En août 1971, Miyazaki quitte Toei et rejoint Isao Takahata et Yōichi Kotabe aux studios A-Pro, où il réalise ou co-réalise avec Takahata 23 épisodes de Edgar de la Cambriole (ルパン三世, Rupan Sansei, aussi connue sous le nom de Lupin the Third Part I), souvent sous le pseudonyme de Teruki Tsutomu (照樹 務). Les deux hommes préparent le tournage d'une série basée sur les livres d'Astrid Lindgren, Fifi Brindacier, en concevant de nombreux storyboards ; la série est annulée après que Miyazaki et Takahata n'ont pas réussi à rencontrer Lindgren, et la permission de terminer la série leur est refusée,. En 1972 et 1973, Miyazaki écrit, conçoit et anime deux courts métrages Panda Petit Panda (パンダ・コパンダ, Panda Kopanda), réalisés par Takahata. Après être passés de A-Pro à Zuiyō Eizō en juin 1973, Miyazaki et Takahata travaillent sur World Masterpiece Theater (世界名作劇場, Sekai meisaku gekijō), qui présente leur série d'animation Heidi (アルプスの少女ハイジ, Arupusu no Shōjo Haiji), une adaptation de Heidi de Johanna Spyri. Zuiyō Eizō devient en juillet 1975 Nippon Animation. Miyazaki réalise également la série télévisée Conan, le fils du futur (未来少年コナン, Mirai Shōnen Conan, 1978), une adaptation du roman Après la vague d'Alexander Key.

### Avancée
Miyazaki quitte Nippon Animation en 1979, pendant la production d'Anne… la maison aux pignons verts (赤毛のアン, Akage no An) ; il assure la conception et l'organisation des scènes des quinze premiers épisodes. Il passe chez Telecom Animation Film, une filiale de TMS Entertainment, pour réaliser son premier long métrage d'animation, Le Château de Cagliostro (ルパン三世カリオストロの城, Rupan sansei: Kariosutoro no shiro, 1979), un film Lupin III. Dans le cadre de ses fonctions à Telecom, Miyazaki contribue à la formation des nouveaux animateurs. Miyazaki réalise six épisodes de Sherlock Holmes (名探偵ホームズ, Meitantei Hōmuzu) en 1981, jusqu'à ce que des problèmes avec la succession de Sir Arthur Conan Doyle entraînent une suspension de la production ; Miyazaki est occupé ailleurs lorsque ces problèmes sont résolus, et les épisodes restants sont réalisés par Kyosuke Mikuriya. Ils sont diffusés de novembre 1984 à mai 1985. Miyazaki illustre également le roman graphique Le Voyage de Shuna (シュナの旅, Shuna no tabi), inspirée du conte populaire tibétain Le prince qui est devenu un chien. Le roman est publié par Tokuma Shoten en juin 1983, et est adapté à la radio en 1987. Les Notes de rêveries de Hayao Miyazaki (宮崎駿の雑想ノート, Miyazaki Hayao no Zassō nōto) sont aussi publiées de manière irrégulière entre novembre 1984 et octobre 1994 dans Model Graphix ; certaines de ces histoires sont diffusées à la radio en 1995.
Après la sortie du Château de Cagliostro, Miyazaki réfléchit à une adaptation en film d'animation de la bande dessinée Rowlf de Richard Corben et soumet l'idée à Yutaka Fujioka de TMS. En novembre 1980, une proposition est formulée pour acquérir les droits du film,. À cette époque, Miyazaki est également sollicité par la rédaction d'Animage pour une série d'articles de magazine. Au cours de conversations ultérieures, il montre ses carnets de croquis et discute de ses idées d'animation avec les rédacteurs Toshio Suzuki et Osamu Kameyama, qui voient le potentiel d'une collaboration pour leur développement en animation. Deux projets sont proposés : Warring States Demon Castle (戦国魔城, Sengoku ma-jō), qui se déroule durant l'époque Sengoku, et l'adaptation de Rowlf. Les deux sont rejetés, car la société n'est pas disposée à financer des animations qui ne sont pas basées sur des mangas existants et parce que les droits de l'adaptation de Rowlf ne sont pas obtenus,. Un accord est conclu pour que Miyazaki développe ses croquis et ses idées dans un manga pour le magazine, à condition qu'il ne soit jamais transformé en film,. Le manga — intitulé Nausicaä de la Vallée du Vent — est publié de février 1982 à mars 1994. L'histoire, telle qu'elle est réimprimée dans les volumes tankōbon, s'étend sur sept volumes pour un total combiné de 1 060 pages. Miyazaki dessine les épisodes principalement au crayon, et le manga est imprimé en monochrome à l'encre aux tons sépia,. Miyazaki démissionne de Telecom Animation Film en novembre 1982.

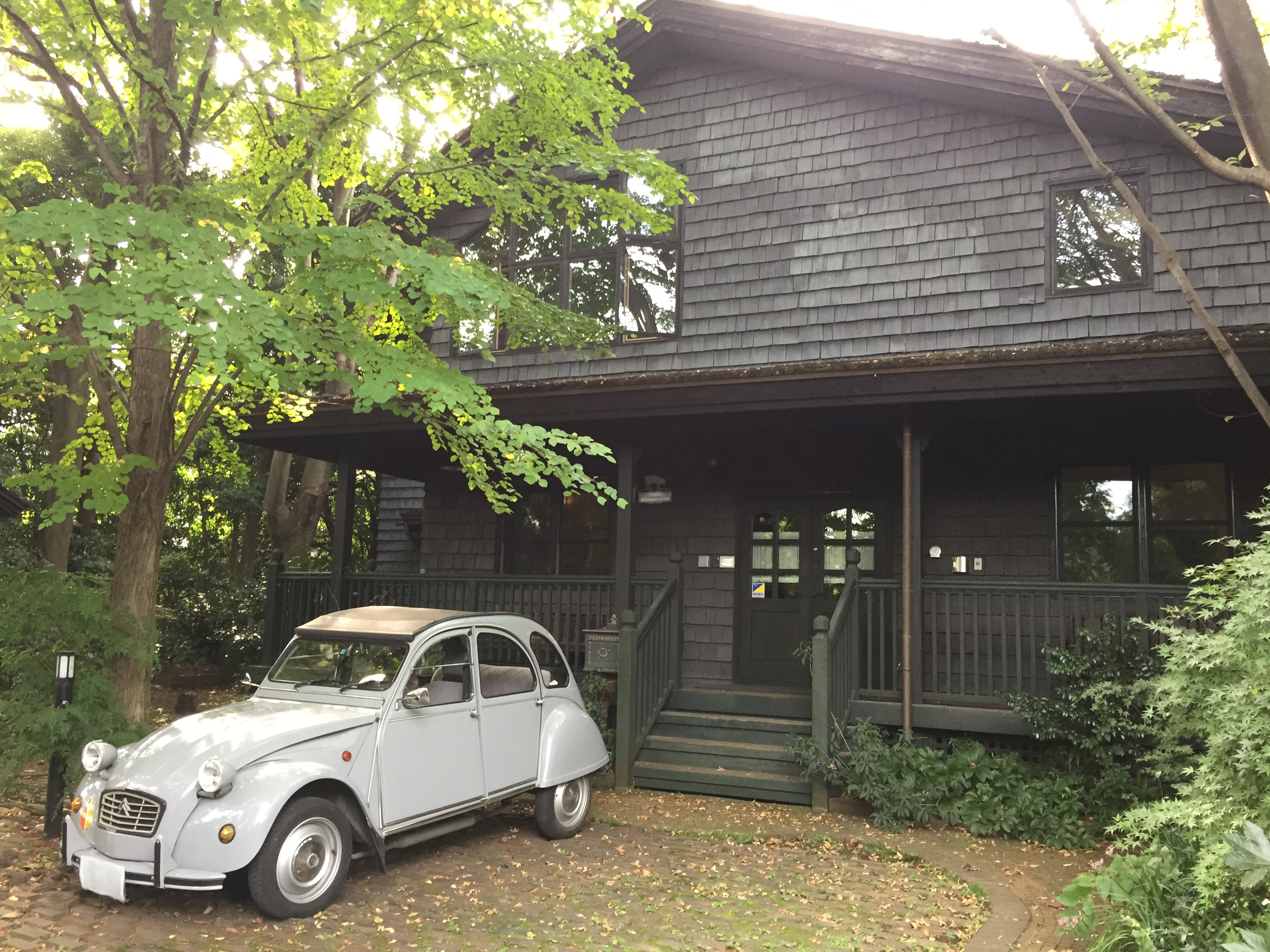
Miyazaki en 1984 ouvre son studio personnel, nommé Nibariki.

Après le succès de Nausicaä de la Vallée du Vent, Yasuyoshi Tokuma, le fondateur de Tokuma Shoten, encourage Miyazaki à travailler sur son adaptation cinématographique. Miyazaki refuse dans un premier temps, puis accepte à condition de la réaliser. L'empoisonnement au mercure de la baie de Minamata et la réaction de la nature à l'incident, qui prospère dans un environnement empoisonné, inspire à Miyazaki le monde pollué du film. Pour réaliser l'animation du film, Miyazaki et Takahata choisissent le petit studio Topcraft, estimant que le talent artistique du studio permettrait de retranscrire l'atmosphère sophistiquée du manga au cinéma. La préproduction commence le 31 mai 1983 ; Miyazaki rencontre des difficultés dans la création du scénario, avec seulement seize chapitres du manga à travailler. Takahata fait appel au musicien expérimental et minimaliste Joe Hisaishi pour composer la musique du film. Nausicaä de la Vallée du Vent sort le 11 mars 1984 et rapporte 1,48 milliard de yens au box-office. Le film est souvent considéré comme l'œuvre pivot de Miyazaki, qui a consolidé sa réputation en tant qu'animateur. Il est loué pour sa représentation positive des femmes, en particulier celle du personnage principal Nausicaä,. Des critiques ont affirmé que Nausicaä de la Vallée du Vent aborde des thèmes pacifistes et féministes, mais Miyazaki n'est pas de cet avis et prétend qu'il ne cherche qu'à divertir. La réussite de l'adaptation cinématographique du manga ouvre la voie à d'autres collaborations. En avril 1984, Miyazaki ouvre son propre bureau dans le quartier de Suginami, qu'il nomme Nibariki.

### Studio Ghibli

#### Premiers films (1985-1996)

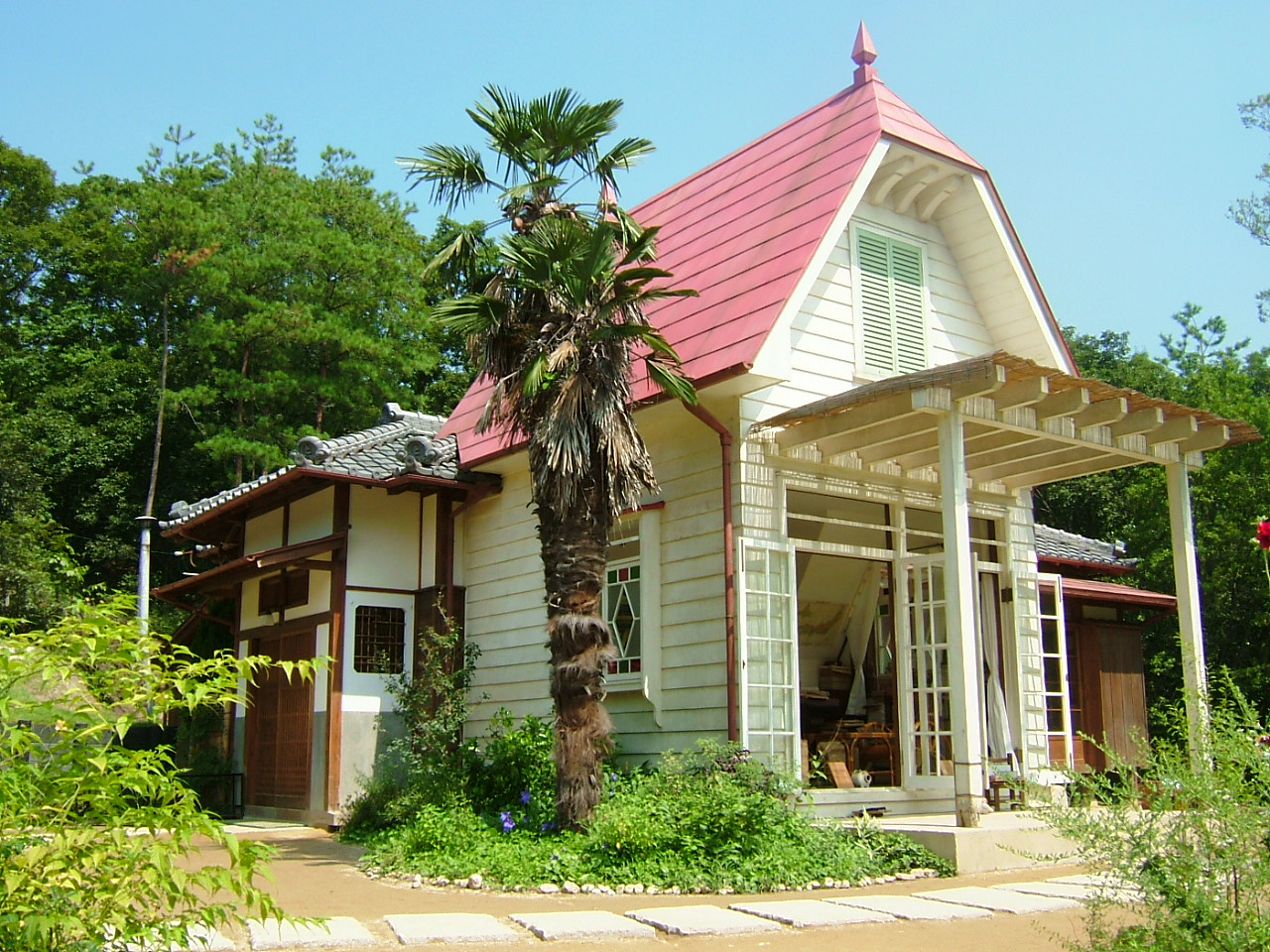
Reproduction en taille réelle de la maison des petites Satsuki et Mei de Mon voisin Totoro.

En juin 1985, Miyazaki, Takahata, Tokuma et Suzuki fondent la société de production d'animation Studio Ghibli, avec le financement de Tokuma Shoten. Le premier film du Studio Ghibli, Le Château dans le ciel (天空の城ラピュタ, Tenkū no shiro Rapyuta, 1986), est réalisé par la même équipe que Nausicaä. Miyazaki s'inspire de l'architecture grecque et des « modèles urbanistiques européens » pour concevoir le décor du film. Une partie de l'architecture du film s'inspire également d'une ville minière galloise ; Miyazaki a en effet assisté à la grève des mineurs lors de sa première visite au Pays de Galles en 1984 et dit avoir admiré le dévouement des mineurs à leur travail et à leur communauté. Le film suivant de Miyazaki, Mon voisin Totoro (となりのトトロ, Tonari no Totoro), sort en même temps que Le Tombeau des lucioles (火垂るの墓, Hotaru no haka) de Takahata en avril 1988 afin de préserver la situation financière du Studio Ghibli. Le travail simultané sur les deux films est chaotique pour les artistes du studio. Mon voisin Totoro traite de la relation entre l'environnement et l'humanité, contrairement à Nausicaä, qui met l'accent sur les effets négatifs de la technologie sur la nature. Bien que le film soit acclamé par la critique, il ne connaît pas de succès au box-office. Cependant, les produits dérivés du film connaissent un grand succès, et le film est depuis considéré comme un classique,.
En 1987, le Studio Ghibli acquiert les droits pour créer une adaptation cinématographique du roman Kiki la petite sorcière (魔女の宅急便, Majo no takkyūbin) d’Eiko Kadono. Le travail de Miyazaki sur Mon voisin Totoro l'empêche de réaliser l'adaptation. Le film doit donc initialement être réalisé par Sunao Katabuchi et écrit par Nobuyuki Isshiki, mais Miyazaki, mécontent du script, finit par reprendre la réalisation du film. Kadono est mécontente des différences entre le livre et le scénario. Miyazaki et Suzuki lui rendent visite et l'invitent au studio, à la suite de quoi elle leur donne son feu vert. Le film doit initialement être une émission de 60 minutes, mais il devient un long métrage après que Miyazaki achève les storyboards et le scénario. La première de Kiki la petite sorcière a lieu le 29 juillet 1989. Le film rapporte 2,15 milliards de yens au box-office et devient le film le plus rentable au Japon en 1989.
De mars à mai 1989, le manga Hikōtei jidai (飛行艇時代) de Miyazaki est publié dans le magazine Model Graphix. Miyazaki entame la production d'un film de 45 minutes basé sur le manga, destiné à être projeté sur les vols de la compagnie aérienne Japan Airlines ; Suzuki le transforme finalement en long métrage, intitulé Porco Rosso (紅の豚, Kurenai no buta), alors que les attentes grandissent. En raison de la fin de la production de Souvenirs goutte à goutte (おもひでぽろぽろ, Omoide poro poro, 1991) de Takahata, Miyazaki gère d'abord la production de Porco Rosso de manière indépendante. Le déclenchement des guerres de Yougoslavie en 1991 affecte Miyazaki, ce qui confère au film un ton plus sombre. Miyazaki déclare plus tard que le film est « absurde », car il estime que ses thèmes matures ne conviennent pas aux enfants. Le film aborde des thèmes anti-guerre, abordés à nouveau dans ses films ultérieurs. Japan Airlines reste un investisseur important du film, ce qui fait qu'il est d'abord présenté comme un film à visionner à bord d'un avion, avant de sortir en salles le 18 juillet 1992. Le film connaît un succès critique et commercial, et reste le film d'animation le plus rentable au Japon pendant des années.
Le Studio Ghibli installe son siège à Koganei, Tokyo, en août 1992. En novembre 1992, deux spots télévisés réalisés par Miyazaki sont diffusés par la chaîne Nippon Television (NTV) : Sora Iro no Tane, un spot de 90 secondes basé sur l'histoire illustrée Sora Iro no Tane (そらいろのたね) de Rieko Nakagawa et Yuriko Omura, et commandé pour célébrer le quarantième anniversaire de NTV ; et Nandarou, diffusé sous la forme d'un spot de 15 secondes et de quatre spots de 5 secondes, centré sur une créature indéfinissable qui devient la mascotte de NTV. En parallèle, Miyazaki conçoit les storyboards et écrit le scénario de Si tu tends l’oreille (耳をすませば, Mimi o sumaseba, 1995), réalisé par Yoshifumi Kondō.

#### Essor mondial (1997-2008)
Miyazaki dessine les story-boards initiaux de Princesse Mononoké (もののけ姫, Mononoke hime) en août 1994, basés sur des pensées et des croquis préliminaires datant de la fin des années 1970. Alors qu'il souffre du syndrome de la page blanche, Miyazaki accepte de réaliser On Your Mark, un clip musical pour la chanson du même nom du groupe j-pop Chage and Aska. Dans le clip, Miyazaki expérimente l'animation par ordinateur en complément de l'animation traditionnelle, une technique qu'il réutilise ensuite pour Princesse Mononoké. On Your Mark est exploité en tant que court-métrage, en ouverture du film Si tu tends l'oreille. Malgré la popularité du clip, Suzuki estime qu'il n'a pas fait l'objet de toute l'attention nécessaire.

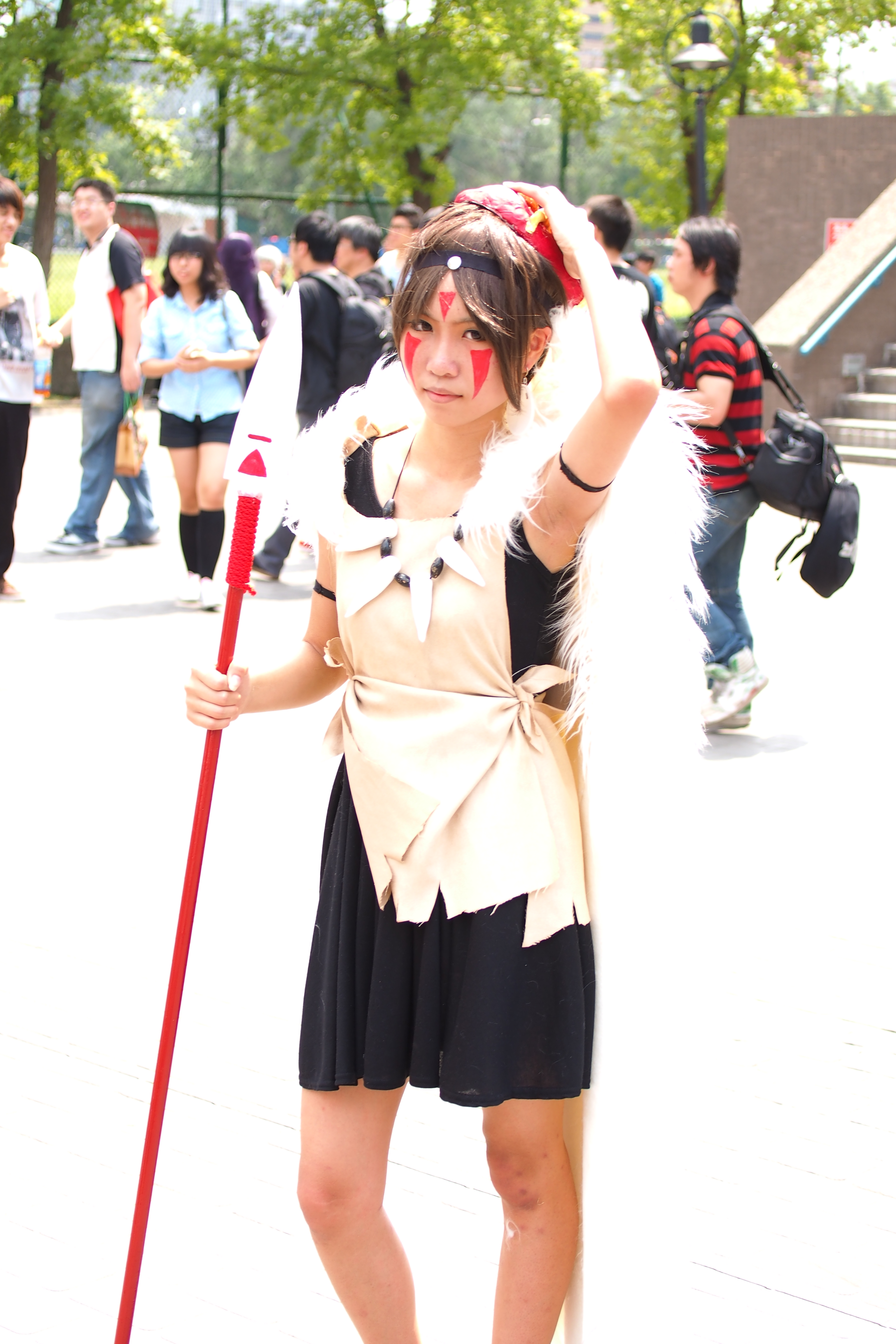
Cosplay de la princesse Mononoké.

En mai 1995, Miyazaki emmène un groupe d'artistes et d'animateurs dans les forêts anciennes de Yaku-shima et dans les montagnes de Shirakami-Sanchi, pour prendre des photos et faire des croquis. Les paysages de Princesse Mononoké sont inspirés de Yakushima. Dans le film, Miyazaki revisite les thèmes écologiques et politiques de Nausicaä de la Vallée du Vent. Miyazaki supervise les 144 000 celluloïds du film, dont environ 80 000 sont des animations clés,. Princesse Mononoké est réalisé avec un budget estimé à 2,35 milliards de yens (environ 23,5 millions de dollars américains), ce qui en fait le film le plus cher du Studio Ghibli à l'époque. Sur les quinze minutes du film qui font appel à l'animation par ordinateur, environ cinq minutes utilisent des techniques telles que le rendu 3D, la composition numérique et une texture ; les dix minutes restantes utilisent l'encre et la peinture. Initialement, 5 000 images du film doivent être peintes numériquement, mais les contraintes de temps doublent le chiffre.
Lors de sa sortie le 12 juillet 1997, Princesse Mononoké est acclamé par la critique, et devient le premier film d'animation à remporter le Japan Academy Prize du film de l'année,. Le film connaît également un succès commercial, avec un total de 14 milliards de yens (148 millions de dollars), et devient le film le plus rentable au Japon pendant quelques mois. Miramax achète les droits de distribution du film pour l'Amérique du Nord ; c'est la première fois que le Studio Ghibli bénéficie d'une distribution importante en salles aux États-Unis. Bien qu'il ne connaisse pas un grand succès au box-office, rapportant seulement 3 millions de dollars américains, le film est considéré comme l'introduction du Studio Ghibli au reste du monde. Miyazaki déclare que Princesse Mononoké est son dernier film.
Tokuma Shoten fusionne avec Studio Ghibli en juin 1997. Miyazaki passe ses vacances dans un chalet de montagne avec sa famille et cinq petites filles d'amis de la famille. Il se rend compte alors qu'il n'a jamais réalisé de film pour des filles de 10 ans, et entreprend de le faire. Il lit des magazines de manga Shōjo comme Nakayoshi et Ribon pour s'en inspirer, mais estime qu'ils ne proposent que des sujets sur « les coups de foudre et les histoires d'amour », qui ne sont pas selon lui ce qui leur tient le plus à cœur. Il réalise donc un film sur une héroïne féminine qu'elles admireraient. La production du film, intitulé Le Voyage de Chihiro (千と千尋の神隠し, Sen to Chihiro no kamikakushi), a en 2000 un budget de 1,9 milliard de yens (15 millions de dollars). Comme pour Princesse Mononoké, l'équipe du film expérimente l'animation par ordinateur, mais l'utilise seulement de manière à améliorer l'histoire et non pour « attirer l'attention ». Le Voyage de Chihiro aborde des thèmes comme l'avidité des hommes et décrit un voyage dans le royaume des esprits. Le film sort en salles le 20 juillet 2001 ; il est acclamé par la critique et est considéré comme l'un des plus grands films des années 2000. Il remporte le Japan Academy Prize du film de l'année, l’Ours d'or du meilleur film et l'Oscar du meilleur film d'animation. Le film connaît également un succès commercial, rapportant 30,4 milliards de yens (289,1 millions de dollars) au box-office. Il devient le film le plus rentable au Japon, un record qu'il conserve pendant près de 20 ans. Après la mort de Tokuma en septembre 2000, Miyazaki dirige son comité funéraire.
En septembre 2001, le Studio Ghibli annonce la production du Château ambulant (ハウルの動く城, Hauru no ugoku shiro), d'après le roman Le Château de Hurle de Diana Wynne Jones. Mamoru Hosoda, de Toei Animation, est initialement sélectionné pour réaliser le film, puis récusé en raison de désaccords entre lui et les dirigeants du Studio Ghibli. Miyazaki a l'idée de réaliser le film en lisant le roman de Jones, et est frappé par l'image d'un château se déplaçant dans la campagne ; le roman n'explique pas comment le château se déplace, ce qui explique les dessins de Miyazaki. Il se rend à Colmar et à Riquewihr en Alsace, en France, pour étudier l'architecture et l'environnement du décor du film. Il s'inspire également des notions de technologie du futur dans l'œuvre d'Albert Robida, ainsi que de l'« art de l'illusion » de l'Europe du XIXe siècle. Le film est réalisé en numérique, mais les personnages et les décors sont dessinés à la main avant d'être numérisés. Le film sort le 20 novembre 2004 et est largement salué par la critique. Il reçoit le Prix Osella pour la meilleure contribution technique au 61e Festival international du film de Venise et est nommé pour l'Oscar du meilleur film d'animation. Au Japon, le film rapporte 14,5 millions de dollars lors de sa première semaine d'exploitation, ce qui constitue un record. Il reste l'un des plus gros succès du cinéma japonais, avec des recettes mondiales s'élevant à plus de 19,3 milliards de yens. En 2005, Miyazaki reçoit le Lion d'or pour sa carrière au 62e Festival international du film de Venise.
En mars 2005, le Studio Ghibli se sépare de Tokuma Shoten. Dans les années 1980, Miyazaki contacte Ursula K. Le Guin pour lui faire part de son intérêt pour une adaptation des romans du Cycle de Terremer ; ignorant tout du travail de Miyazaki, elle décline l'offre. Après avoir regardé Mon voisin Totoro des années plus tard, Le Guin approuve le projet d'adaptation. Elle rencontre Suzuki en août 2005, qui souhaite que le fils de Miyazaki, Gorō, réalise le film, Miyazaki ayant souhaité prendre sa retraite. Déçue que Miyazaki ne réalise pas le film, mais sachant qu'il superviserait le travail de son fils, Le Guin approuve la production du film. Plus tard, Miyazaki s'oppose et critique publiquement le choix de Gorō au poste de réalisateur. Après avoir visionné le film, Miyazaki écrit un message pour son fils : « Le film est fait de manière honnête, donc il est bon ».
Miyazaki conçoit les couvertures de mangas en 2006, dont A Trip to Tynemouth ; il travaille également comme éditeur et crée un court manga pour le livre. La production du film suivant de Miyazaki, Ponyo sur la falaise (崖の上のポニョ, Gake no ue no Ponyo), débute en mai 2006. Il s'inspire initialement de La Petite Sirène de Hans Christian Andersen, mais s'affranchit peu à peu de cette influence pour prendre sa propre forme. Miyazaki souhaite que le film célèbre l'innocence et la gaieté de l'univers enfantin. Il a au départ l'intention de n'utiliser que de l'animation traditionnelle, et est étroitement impliqué dans la conception du film. Il préfère dessiner lui-même la mer et les vagues, par goût de l'expérimentation. Ponyo comporte 170 000 images, un record pour Miyazaki. Le village de bord de mer du film est inspiré de Tomonoura, une ville du parc national de Setonaikai, où Miyazaki séjourne en 2005. Le personnage principal, Sōsuke, est inspiré de Gorō. Lors de sa sortie le 19 juillet 2008, Ponyo est acclamé par la critique, et reçoit le prix du Meilleur film d'animation lors de la 32e édition des Japan Academy Prize. Le film constitue également un succès commercial, rapportant 10 milliards de yens (93,2 millions de dollars américains) au cours de son premier mois d'exploitation et 15,5 milliards de yens à la fin de 2008, le classant parmi les films les plus rentables au Japon.

#### Films récents (depuis 2009)

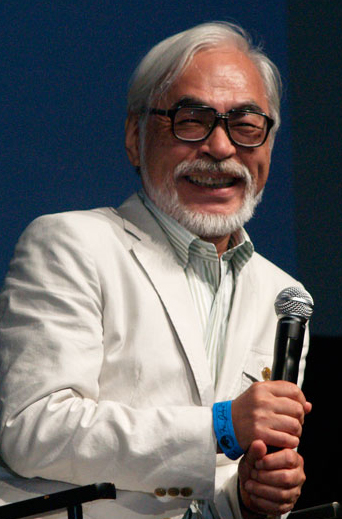
Hayao Miyazaki en juillet 2009.

Au début de l'année 2009, Miyazaki écrit un manga intitulé Le vent se lève (風立ちぬ, Kaze tachinu), racontant l'histoire du concepteur de chasseurs Mitsubishi A6M Zero, Jirō Horikoshi. Le manga est publié pour la première fois dans deux numéros du magazine Model Graphix, parus les 25 février et 25 mars 2009. Miyazaki coécrit ensuite le scénario d'Arrietty : Le Petit Monde des Chapardeurs (借りぐらしのアリエッティ, Karigurashi no Arietti, 2010) et de La Colline aux coquelicots (コクリコ坂から, Kokuriko zaka kara, 2011), réalisés respectivement par Hiromasa Yonebayashi et Gorō Miyazaki. Miyazaki souhaite que son prochain film soit une suite de Ponyo, mais Suzuki le convainc d'adapter plutôt Le vent se lève au cinéma. En novembre 2012, le Studio Ghibli annonce la production de Le vent se lève (風立ちぬ, Kaze Tachinu), basé sur le manga du même nom, qui doit sortir en parallèle avec Le Conte de la princesse Kaguya (かぐや姫の物語, Kaguya-hime no monogatari), réalisé par Takahata.
Miyazaki trouve l'inspiration du film Le vent se lève après avoir lu une citation d'Horikoshi : « Tout ce que je voulais, c'était faire quelque chose de beau ». Des scènes du film sont inspirées du roman de Tatsuo Hori, Le vent se lève (風立ちぬ, Kaze tachinu), dans lequel Hori raconte son expérience de vie avec sa fiancée avant qu'elle ne meure de la tuberculose. Le nom du personnage principal féminin, Naoko Satomi, est emprunté d'un roman de Hori, Naoko (菜穂子). Le vent se lève continue de refléter la position pacifiste de Miyazaki, poursuivant les thèmes de ses œuvres précédentes, bien que Miyazaki ait déclaré que condamner la guerre n'est pas l'intention du film. Le film sort le 20 juillet 2013 et est acclamé par la critique. Il remporte le prix du Meilleur film d'animation lors de la 37e édition des Japan Academy Prize et est nommé au prix du meilleur film d'animation lors de la 86e cérémonie des Oscars. Il connaît également un succès commercial, rapportant 11,6 milliards de yens (110 millions de dollars) au box-office japonais, devenant ainsi le film le plus rentable au Japon en 2013.
En septembre 2013, Miyazaki annonce prendre sa retraite comme réalisateur en raison de son âge, mais souhaite continuer à travailler sur les expositions du musée Ghibli,. En novembre 2014, Miyazaki reçoit un Oscar d'honneur. Il développe Boro la petite chenille (毛虫のボロ, Kemushi no boro), un court-métrage d'animation par ordinateur dont il a été question pour la première fois pendant la préproduction de Princesse Mononoké. Le film est projeté en exclusivité au musée Ghibli en juillet 2017. Il travaille également sur un manga de samouraïs sans titre. En août 2016, Miyazaki propose un nouveau long-métrage, Le Garçon et le Héron (君たちはどう生きるか), sur lequel il a travaillé sans recevoir d'approbation officielle. Le film raconte l'histoire d'un jeune garçon de quinze ans qui vit chez son oncle. En décembre 2020, Suzuki déclare que l'animation du film est « à moitié terminée » et ajoute qu'il ne prévoit pas la sortie du film avant trois ans.
En janvier 2019, il est signalé que Vincent Maraval, un collaborateur fréquent de Miyazaki, a suggéré dans un tweet que ce dernier aurait des plans pour un autre film en préparation. En février 2019, un documentaire en quatre parties est diffusé sur la chaîne de télévision japonaise NHK, intitulé 10 Years with Hayao Miyazaki, montre l'élaboration de ses films dans son studio privé. En 2019, Miyazaki approuve une adaptation musicale de Nausicaä de la Vallée du Vent, telle qu'elle est interprétée par une troupe de kabuki.
Le film Le Garçon et le Héron sort au Japon le 14 juillet 2023, et en France le 1 novembre 2023.

## Processus de création et influences
Dans chacun de ses films, Miyazaki emploie des méthodes d'animation traditionnelles, en dessinant chaque image à la main ; l'imagerie générée par ordinateur est utilisée dans plusieurs de ses films ultérieurs, à partir de Princesse Mononoké, pour « enrichir l'aspect visuel », bien qu'il veille à ce que chaque film puisse « conserver le bon rapport entre le travail à la main et l'ordinateur... et pouvoir ainsi continuer à appeler mes films 2D ». Il supervise chaque image de ses films mais, à la suite de problèmes de santé provoqués par la surcharge de travail, il délègue maintenant une partie de ce travail à d’autres membres du Studio Ghibli.
Miyazaki évite de recourir aux scénarios traditionnels. Il développe plutôt la narration du film au fur et à mesure qu'il conçoit les storyboards. « Nous ne savons jamais où va aller l'histoire, mais nous continuons à travailler sur le film au fur et à mesure qu'il se développe », explique-t-il. Quand il adapte directement une œuvre, cette liberté peut être problématique, il se l'est vu reprocher par notamment plusieurs écrivaines, Ursula K. Le Guin, Eiko Kadono et Sachiko Kashiwaba.
En 2009, le réalisateur liste les 50 livres les plus importants pour lui, dont plusieurs adaptés par le Studio Ghibli. On y trouve principalement des œuvres occidentales — notamment Le Petit Prince, Les Trois Mousquetaires, Les Aventures d'Alice au pays des merveilles, Les Aventures de Sherlock Holmes, Vingt Mille Lieues sous les mers, La Mort d'Ivan Ilitch, Heidi, Tistou les pouces verts, Nous, les enfants du village Boucan (de la romancière suédoise Astrid Lindgren), Le Hobbit et Le Sorcier de Terremer — et des ouvrages non traduits en français.
Miyazaki cite des artistes japonais parmi ses influences, dont Sanpei Shirato, Osamu Tezuka, Soji Yamakawa et Isao Takahata. Un certain nombre d'auteurs occidentaux influencent également ses œuvres, notamment Frédéric Back, Lewis Carroll, Roald Dahl, Jean Giraud, Paul Grimault, Ursula K. Le Guin et Iouri Norstein, ainsi que le studio d'animation Aardman Animations (en particulier les œuvres de Nick Park). Parmi les œuvres spécifiques ayant marqué Miyazaki figurent La Ferme des animaux (Animal Farm, 1954), La Reine des neiges (Снежная королева, 1957) et Le Roi et l'Oiseau (1980). La Reine des neiges serait le véritable catalyseur de la filmographie de Miyazaki, influençant sa formation et son travail. Lorsqu'il anime de jeunes enfants, Miyazaki s'inspire souvent des enfants de ses amis, ainsi que des souvenirs de sa propre enfance.
Les influences cinématographiques de Miyazaki vont bien au-delà du domaine de l'animation. Elles s'étendent à des films classiques du cinéma japonais et international, ainsi qu'à des œuvres explorant la passion pour l'aviation, comme Le Baron Rouge (Von Richthofen and Brown, 1971) de Roger Corman. Ces influences diverses ont contribué à enrichir son travail et ont façonné son parcours artistique.

## Thèmes récurrents
Les œuvres de Miyazaki sont caractérisées par la récurrence de thèmes tels que l'écologisme, le pacifisme, le féminisme, l'amour et la famille. Ses récits sont également notables pour ne pas opposer un héros à un antagoniste antipathique,,.
Les films de Miyazaki mettent souvent l'accent sur l'environnementalisme et la fragilité de la Terre. Margaret Talbot affirme que Miyazaki n'aime pas la technologie moderne et qu'il pense qu'une grande partie de la culture moderne est « mince, superficielle et fausse » ; il anticipe une époque où il n'y aura « plus de gratte-ciel ». Miyazaki s'est senti frustré en grandissant pendant l'ère Shōwa, de 1955 à 1965, car « la nature — les montagnes et les rivières — était détruite au nom du progrès économique ». Peter Schellhase, de The Imaginative Conservative, constate que plusieurs protagonistes des films de Miyazaki « tentent de dominer la nature dans le but d'exercer une domination politique, et sont en fin de compte destructeurs de la nature et de la civilisation humaine ». Miyazaki critique l'exploitation sous le communisme et le capitalisme, ainsi que la mondialisation et ses effets sur la vie moderne. Il estime qu'« une entreprise est la propriété commune des personnes qui y travaillent ». Ram Prakash Dwivedi identifie les valeurs du Mahatma Gandhi dans les films de Miyazaki.
Plusieurs films de Miyazaki comportent des thèmes anti-guerre. Daisuke Akimoto, de Animation Studies, classe Porco Rosso parmi les films de « propagande anti-guerre » ; il estime que le personnage principal, Porco, se transforme en cochon en partie à cause de son dégoût extrême du militarisme. Akimoto soutient également que Le vent se lève reflète le « pacifisme anti-guerre » de Miyazaki, bien que ce dernier ait déclaré que le film ne cherche pas à « dénoncer » la guerre. Schellhase estime quant à lui que Princesse Mononoké est un film pacifiste en raison de son protagoniste, Ashitaka ; au lieu de se joindre à la campagne de vengeance contre l'humanité, comme son histoire ethnique le pousserait à le faire, Ashitaka aspire à la paix. David Loy et Linda Goodhew soutiennent que Nausicaä de la vallée du vent et Princesse Mononoke ne dépeignent pas le mal traditionnel, mais les racines bouddhistes du mal : l'avidité, la mauvaise volonté et l'illusion ; selon le bouddhisme, les racines du mal doivent se transformer en « générosité, amour bienveillant et sagesse » afin de surmonter la souffrance, et Nausicaä et Ashitaka y parviennent tous deux. Lorsque les personnages des films de Miyazaki sont contraints de s'engager dans la violence, ils sont montrés comme étant une tâche difficile ; dans Le Château ambulant, Hauru est contraint de livrer une bataille inéluctable pour défendre ceux qu'il aime, et cela le détruit presque, bien qu'il soit finalement sauvé par l'amour et la bravoure de Sophie.
Suzuki qualifie Miyazaki de féministe en référence à son attitude envers les travailleuses. Celui-ci décrit ses personnages féminins comme « des filles courageuses et autonomes qui n'hésitent pas à se battre pour ce en quoi elles croient de tout leur cœur », déclarant qu'elles peuvent « avoir besoin d'un ami ou d'un soutien, mais jamais d'un sauveur » et que « toute femme est tout aussi capable d'être un héros que n'importe quel homme ». Nausicaä de la Vallée du Vent est salué pour sa représentation positive des femmes, en particulier de la protagoniste Nausicaä. Schellhase note que les personnages féminins des films de Miyazaki ne sont pas objectivés ou sexualisés, et qu'ils possèdent des caractéristiques complexes et individuelles absentes des films hollywoodiens. Schellhase relève aussi un aspect de « passage à l'âge adulte » pour les héroïnes des films de Miyazaki, car elles découvrent chacune « une personnalité et des forces individuelles ». Gabrielle Bellot, de The Atlantic, écrit que, dans ses films, Miyazaki « montre une compréhension aiguë des complexités de ce que cela peut signifier d'être une femme ». Bellot cite en particulier Nausicaä de la Vallée du Vent, louant la remise en question des attentes liées au genre dans le film, ainsi que la nature forte et indépendante de Nausicaä. Bellot note également que le personnage de San de Princesse Mononoké représente le « conflit entre le moi et l'expression ».
Miyazaki se préoccupe du sens de l'émerveillement chez les jeunes, cherchant à maintenir les thèmes de l'amour et de la famille dans ses films. Michael Toscano de Curator constate que Miyazaki « craint que les enfants japonais soient ternis par une culture de surconsommation, de surprotection, d'éducation utilitaire, de carriérisme, de techno-industrialisme et d'un laïcisme qui avale l'animisme natif du Japon ». Schellhase écrit que plusieurs des œuvres de Miyazaki abordent les thèmes de l'amour et de la romance, mais il estime que l'accent est mis sur « la façon dont les individus solitaires et vulnérables sont intégrés dans des relations de confiance et de responsabilité mutuelles, qui profitent généralement à tous ceux qui les entourent ». Il ajoute que les familles dans les films de Miyazaki incarnent une image idéalisée de la famille ou sont dysfonctionnelles. Il considère que la famille non biologique du Château ambulant (composée de Hauru, Sophie, Marco, la sorcière des Landes et Hin) transmet un message d'espoir, à savoir que les exclus de la société peuvent « trouver un lieu d'appartenance sain ».

## Opinions
En 2014, il déclare : « J'aspire toujours au fond de moi à une société plus juste, et je reste influencé par l'idéal communiste formulé par Marx. »
Miyazaki critique régulièrement l'état actuel de l'industrie de l'animé, affirmant que les animateurs ne créent pas de personnages réalistes. Il a ainsi déclaré que les anime modernes sont « produits par des humains qui ne supportent pas de regarder d'autres humains... c'est pourquoi l'industrie est pleine d'otaku ! ». Il attaque aussi fréquemment les otaku, notamment les « otaku des armes » et les « fanatiques du Zéro », qu'il qualifie de « fétichisme » et refuse de s'identifier comme tel,.
En 2013, des membres du personnel du Studio Ghibli, dont Miyazaki, critiquent la politique du Premier ministre japonais Shinzō Abe, et le projet d'amendement constitutionnel qui permettrait à Abe de réviser la clause qui proscrit la guerre comme moyen de régler les différends internationaux. Miyazaki estime qu'Abe souhaite « laisser son nom dans l'histoire comme un grand homme qui a révisé la Constitution et son interprétation », le qualifiant de « méprisable ». Miyazaki désapprouve aussi le déni par Abe de l'agression militaire du Japon, déclarant que le Japon « devrait clairement dire qu'il a infligé d'énormes dommages à la Chine et exprimer de profonds remords à ce sujet ». Il estime également que le gouvernement du pays devrait présenter des « excuses appropriées » aux femmes de réconfort coréennes qui ont servi l'armée japonaise pendant la Seconde Guerre mondiale, suggérant que les îles Senkaku devraient être « divisées en deux » ou contrôlées à la fois par le Japon et la Chine. Après la sortie du film Le vent se lève en 2013, certains critiques en ligne ont qualifié Miyazaki de « traître » et d'« anti-japonais », décrivant le film comme étant « très à gauche ».
En 2003, Miyazaki refuse d'assister à la 75e cérémonie des Oscars à Hollywood, à Los Angeles, pour protester contre l'implication des États-Unis dans la guerre d'Irak, déclarant plus tard qu'il « ne voulait pas visiter un pays qui bombardait l'Irak ». Il ne s'exprime publiquement à ce sujet qu'en 2009, à la demande de son producteur, lorsqu'il lève son boycott et se rend au San Diego Comic-Con pour rendre service à son ami John Lasseter. Miyazaki exprime également son opinion sur l'attaque terroriste dans les bureaux du magazine satirique français Charlie Hebdo, critiquant la décision du magazine de publier le contenu cité comme le catalyseur de l'incident. En novembre 2016, Miyazaki affirme qu'il pense que « beaucoup des personnes qui ont voté pour le Brexit et Trump » ont été affectées par l'augmentation du chômage due aux entreprises « construisant des voitures au Mexique en raison des bas salaires et [les] vendant aux États-Unis ». Il ne pense pas que Donald Trump sera élu président, le qualifiant de « terrible », et estime que l'adversaire politique de Trump, Hillary Clinton, est « aussi épouvantable ».

## Vie privée

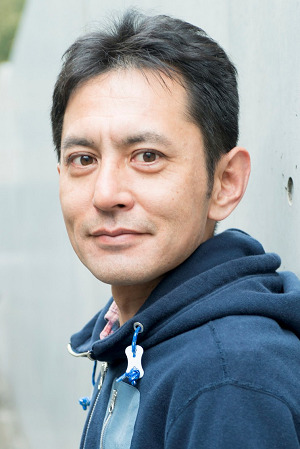
Le réalisateur Gorō Miyazaki, fils de Miyazaki.

Miyazaki épouse sa collègue animatrice Akemi Ōta en octobre 1965 ; les deux se rencontrent à Toei Animation où ils sont collègues,. Le couple a deux fils : Gorō, né en janvier 1967, et Keisuke, né en avril 1969. Miyazaki considère que devenir père l'a changé, l'amenant à vouloir produire des œuvres susceptibles de plaire à ses enfants. Miyazaki promet dans un premier temps à sa femme qu'ils continueront tous les deux à travailler après la naissance de Gorō, le déposant à l'école maternelle pour la journée ; cependant, en voyant un jour l'épuisement de Gorō en rentrant à la maison, Miyazaki décide qu'ils ne peuvent pas continuer ainsi, et sa femme reste à la maison pour élever leurs enfants. Le dévouement de Miyazaki à son travail nuit à sa relation avec ses enfants, car il est souvent absent. Gorō visionne les œuvres de son père pour tenter de le « comprendre », puisqu'ils ne se parlent que rarement. Miyazaki déclare avoir « essayé d'être un bon père, mais finalement, je n'ai pas été un très bon parent ». Pendant la préparation des Contes de Terremer (ゲド戦記, Gedo Senki) en 2006, Gorō déclare que son père « est un père nul, mais un excellent réalisateur de films d'animation ».
Gorō travaille dans une entreprise de conception paysagère avant d'intégrer le Musée Ghibli, ; il conçoit le jardin sur son toit et finit par en devenir le conservateur,. Keisuke étudie la sylviculture à l'université de Shinshu et travaille comme artiste du bois,, ; il crée une gravure sur bois qui apparaît dans Si tu tends l'oreille. La nièce de Miyazaki, Mei Okuyama, qui a inspiré le personnage de Mei dans Mon voisin Totoro, est mariée à l'artiste d'animation Daisuke Tsutsumi.

## Postérité

### Place dans l'histoire du cinéma d'animation
En 2016, Miyazaki est qualifié de « parrain de l'animation au Japon » par Tessa Wong de la BBC, qui souligne son savoir-faire et son humanité, les thèmes de ses films et son influence sur les jeunes artistes. Courtney Lanning de l'Arkansas Democrat-Gazette le désigne comme l'un des plus grands animateurs du monde, le comparant à Osamu Tezuka et Walt Disney. Swapnil Dhruv Bose, du magazine Far Out, écrit que l'œuvre de Miyazaki « a façonné non seulement l'avenir de l'animation, mais aussi celui du cinéma en général », et qu'elle a aidé « génération après génération de jeunes spectateurs à observer la magie qui existe dans le banal ». Richard James Havis, du South China Morning Post, le qualifie de « génie [...] qui établit des normes rigoureuses pour lui-même, ses pairs et le personnel du studio ». Toussaint Egan, de Paste, décrit Miyazaki comme « l'un des grands auteurs d'anime », dont les « histoires dotées de thèmes si singuliers et d'une esthétique incomparable » attirent des spectateurs qui ne sont pas familiers avec les anime. En 2021, Miyazaki fait l'objet d'une exposition au Academy Museum of Motion Pictures de Los Angeles, présentant plus de 400 objets tirés de ses films.

### Influence sur d'autres artistes
Miyazaki est souvent cité comme une source d'inspiration pour de nombreux animateurs, réalisateurs et écrivains du monde entier, notamment Wes Anderson, James Cameron, Dean DeBlois, Guillermo del Toro, Pete Docter, Mamoru Hosoda, Bong Joon-ho, Glen Keane, Travis Knight, John Lasseter, Nick Park, Henry Selick, Makoto Shinkai, et Steven Spielberg. Keane affirme que Miyazaki exerce une « influence considérable » sur les Walt Disney Animation Studios et qu'il fait « partie de [leur] héritage » depuis Bernard et Bianca au pays des kangourous (The Rescuers Down Under, 1990). L'ère de la Renaissance Disney est également motivée par la concurrence avec le développement des films de Miyazaki. Les artistes de Pixar et des studios Aardman ont signé un hommage au réalisateur en déclarant : « Tu es notre inspiration, Miyazaki-san ! ». Il est aussi cité comme source d'inspiration pour des créateurs de jeux vidéo, dont Shigeru Miyamoto et Hironobu Sakaguchi, ainsi que pour la série télévisée Avatar, le dernier maître de l'air (Avatar: The Last Airbender) et le jeu vidéo Ori and the Blind Forest (2015).

## Filmographie
Sauf indication contraire, les informations mentionnées dans cette section peuvent être confirmées par la base de données cinématographiques IMDb,  présente dans la section « Liens externes ».

### Réalisateur

#### Longs métrages
- 1979 : Le Château de Cagliostro (ルパン三世カリオストロの城, Rupan sansei: Kariosutoro no shiro?)
- 1984 : Nausicaä de la Vallée du Vent (風の谷のナウシカ, Kaze no tani no Naushika?)
- 1986 : Le Château dans le ciel (天空の城ラピュタ, Tenkū no shiro Rapyuta?)
- 1988 : Mon voisin Totoro (となりのトトロ, Tonari no Totoro?)
- 1989 : Kiki la petite sorcière (魔女の宅急便, Majo no takkyūbin?)
- 1992 : Porco Rosso (紅の豚, Kurenai no buta?)
- 1997 : Princesse Mononoké (もののけ姫, Mononoke hime?)
- 2001 : Le Voyage de Chihiro (千と千尋の神隠し, Sen to Chihiro no kamikakushi?)
- 2004 : Le Château ambulant (ハウルの動く城, Hauru no ugoku shiro?)
- 2008 : Ponyo sur la falaise (崖の上のポニョ, Gake no ue no Ponyo?)
- 2013 : Le vent se lève (風立ちぬ, Kaze Tachinu?)
- 2023 : Le Garçon et le Héron (君たちはどう生きるか, Kimi-tachi wa dō ikiru ka?)

#### Courts métrages
- 1995 : On Your Mark (オン・ユア・マーク, On Yua Māku?, clip vidéo)
- 2001 : La Chasse à la baleine (くじらとり, Kujiratori?)
- 2002 : La grande excursion de Koro (コロの大さんぽ, Koro no Daisanpo?)
- 2002 : Mei et le Chatonbus (めいとこねこバス, Mei to Konekobasu?)
- 2002 : Machines volantes imaginaires (空想の空飛ぶ機械達, Kūsō no Sora Tobu Kikaitachi?)
- 2006 : À la recherche d'une maison (やどさがし, Yadosagashi?)
- 2006 : Monomon l'araignée d'eau (水グモもんもん, Mizugumo Monmon?)
- 2006 : Le jour où j'ai cultivé une étoile (星をかった日, Hoshi o Katta Hi?)
- 2010 : M. Pâte et la princesse Œuf (パン種とタマゴ姫, Pan-dane to Tamago-hime?)
- 2011 : La Chasse au trésor (たからさがし, Takara Sagashi?)
- 2018 : Boro la petite chenille (毛虫のボロ, Kemushi no boro?)

#### Séries télévisées
- 1971-1972 : Edgar de la Cambriole (ルパン三世, Lupin sansei?, aussi connue sous le nom de Lupin The Third Part I) — coréalisateur avec Isao Takahata
- 1978 : Conan, le fils du futur (未来少年コナン, Mirai shōnen Conan?)
- 1980 : Edgar, le détective cambrioleur (新 ルパン三世, Shin Rupan Sansei?, aussi connue sous le nom de Lupin The Third Part II) — 2 épisodes, crédité sous le pseudonyme Tsutomu Teruki
- 1984-1985 : Sherlock Holmes (名探偵ホームズ, Meitantei Hōmuzu?) — 6 épisodes

### Scénariste
- 1972 : Panda Petit Panda (パンダ・コパンダ, Panda Kopanda?) d'Isao Takahata
- 1979 : Le Château de Cagliostro avec Haruya Yamazaki
- 1984 : Nausicaä de la Vallée du Vent
- 1986 : Le Château dans le ciel
- 1988 : Mon voisin Totoro
- 1989 : Kiki la petite sorcière
- 1992 : Porco Rosso
- 1995 : Si tu tends l’oreille (耳をすませば, Mimi o sumaseba?) de Yoshifumi Kondō
- 1997 : Princesse Mononoké
- 2001 : Le Voyage de Chihiro
- 2004 : Le Château ambulant
- 2008 : Ponyo sur la falaise
- 2010 : Arrietty : Le Petit Monde des Chapardeurs (借りぐらしのアリエッティ, Karigurashi no Arietti?) de Hiromasa Yonebayashi avec Keiko Neiwa
- 2010 : Les Souris sumo (ちゅうずもう, Chu-zumo?), court métrage d'Akihiro Yamashita
- 2011 : La Colline aux coquelicots (コクリコ坂から, Kokuriko zaka kara?) de Gorō Miyazaki avec Keiko Neiwa
- 2013 : Le vent se lève
- 2023 : Le Garçon et le Héron (君たちはどう生きるか, Kimi-tachi wa dō ikiru ka?)

### Producteur
- 1989 : Kiki la petite sorcière
- 1991 : Souvenirs goutte à goutte (おもひでぽろぽろ, Omohide Poroporo?) d'Isao Takahata
- 1994 : Pompoko (平成狸合戦ぽんぽこ, Heisei tanuki gassen pompoko?) d'Isao Takahata
- 2002 : Le Royaume des chats (猫の恩返し, neko no ongaeshi?) d’Hiroyuki Morita
- 2006 : À la recherche d'une maison
- 2006 : Monomon l'araignée d'eau
- 2018 : Boro la petite chenille

### Animateur
- 1965 : Garibā no uchū ryokō (ガリバーの宇宙旅行?) de Masao Kuroda et Sanae Yamamoto
- 1968 : Horus, prince du Soleil (太陽の王子ホルスの大冒険, Taiyo no oji : Horusu no daiboken?) d’Isao Takahata
- 1969 : Le Chat botté (長靴をはいた猫, Nagagutsu o haita neko?) de Kimio Yabuki
- 1969 : Le Vaisseau fantôme volant (空飛ぶゆうれい船, Sora tobu yūreisen?) d'Hiroshi Ikeda
- 1971 : Les joyeux pirates de l'île au trésor どうぶつ宝島 (Dobutsu Takarajima?) d'Hiroshi Ikeda
- 1972 : Panda Petit Panda d’Isao Takahata
- 1973 : Panda Petit Panda : Le Cirque sous la pluie (パンダ・コパンダ 雨降りサーカスの巻`, Panda-Kopanda: Amefuri Circus no Maki?) d’Isao Takahata

## Mangas
- 1969 : Le Chat botté (長靴をはいた猫, Nagagutsu o haita neko?)
- 1969-1970 : Le Peuple du désert (砂漠の民, Sabaku no tami?)
- 1972 : L'Île au trésor (どうぶつ宝島, Dōbutsu Takarajima?)
- 1982-1994 : Nausicaä de la Vallée du Vent (風の谷のナウシカ, Kaze no tani no Naushika?)
- 1982 : À ma sœur (妹え, Imōto e?)
- 1983 : Le Voyage de Shuna (シュナの旅, Shuna no tabi?)
- 1989 : Hikōtei jidai (飛行艇時代, L'Ère des hydravions?)
- 1992 : Notes de rêveries de Hayao Miyazaki (宮崎駿の雑想ノート, Miyazaki Hayao no Zassō nōto?)
- 1994 : Le retour de Hans (ハンスの帰還, Hansu no Kikan?)
- 1994 : Dîner dans les airs (空中でお食事, Kûchû de Oshokuji?)
- 1998-1999 : Des tigres couverts de boue (泥まみれの虎, Doromamire no tora?)
- 2006 : Illusions de Westall - Une excursion à Tynemouth (ウェストール幻想 タインマスへの旅, Westôru Gensô - Tainmasu he no Tabi?)
- 2009 : Le vent se lève (風立ちぬ, Kaze tachinu?)
- 2015 : Teppou Samurai (鉄炮侍?)

## Distinctions
Miyazaki remporte le Prix Noburō Ōfuji aux Prix du film Mainichi pour Le Château de Cagliostro (1979), Nausicaä de la Vallée du Vent (1984), Le Château dans le ciel (1986) et Mon voisin Totoro (1988) ; il remporte aussi le prix Mainichi du meilleur film d'animation pour Kiki la petite sorcière (1989), Porco Rosso (1992), Princesse Mononoké (1997), Le Voyage de Chihiro et La Chasse à la baleine (2001). Le Voyage de Chihiro reçoit également l'Oscar du meilleur film d'animation, prix auxquels sont aussi nommés Le Château ambulant (2004) et Le vent se lève (2013),. Miyazaki est nommé personne de mérite culturel par le gouvernement japonais en novembre 2012, pour ses contributions culturelles exceptionnelles. Ses autres récompenses comprennent huit Tokyo Anime Awards,, huit Kinema Junpo Awards,,,, six Japan Academy Prize,,,,,, cinq Annie Awards,, et trois prix aux Anime Grand Prix, et à la Mostra de Venise,.

### Récompenses
| Année | Cérémonie                                               | Catégorie                                                      | Film                          | Réf     |
| ----- | ------------------------------------------------------- | -------------------------------------------------------------- | ----------------------------- | ------- |
| 1979  | Prix du film Mainichi                                   | Prix Noburō Ōfuji                                              | Le Château de Cagliostro      | [ 235 ] |
| 1984  | Anime Grand Prix                                        | Meilleur anime de l'année                                      | Nausicaä de la Vallée du Vent | [ 236 ] |
| 1984  | Kinema Junpō Awards                                     | Prix des lecteurs - Meilleur film                              | Nausicaä de la Vallée du Vent | [ 236 ] |
| 1984  | Kinema Junpō Awards                                     | Meilleur réalisateur japonais                                  | Nausicaä de la Vallée du Vent | [ 236 ] |
| 1984  | Prix du film Mainichi                                   | Prix Noburō Ōfuji                                              | Nausicaä de la Vallée du Vent | [ 236 ] |
| 1986  | Anime Grand Prix                                        | Meilleur anime de l'année                                      | Le Château dans le ciel       | [ 236 ] |
| 1986  | Prix du film Mainichi                                   | Prix Noburō Ōfuji                                              | Le Château dans le ciel       | [ 236 ] |
| 1989  | Japan Academy Prize                                     | Meilleure photographie                                         | Mon voisin Totoro             | [ 236 ] |
| 1989  | Kinema Junpō Awards                                     | Meilleur film de l'année                                       | Mon voisin Totoro             | [ 247 ] |
| 1989  | Kinema Junpō Awards                                     | Prix des lecteurs - Meilleur film japonais                     | Mon voisin Totoro             | [ 247 ] |
| 1989  | Prix du film Mainichi                                   | Meilleur film                                                  | Mon voisin Totoro             | [ 248 ] |
| 1989  | Prix du film Mainichi                                   | Prix Noburō Ōfuji                                              | Mon voisin Totoro             | [ 235 ] |
| 1989  | Blue Ribbon Awards                                      | Prix spécial                                                   | Mon voisin Totoro             | [ 248 ] |
| 1990  | Anime Grand Prix                                        | Meilleur anime de l'année                                      | Kiki, la petite sorcière      | [ 237 ] |
| 1990  | Japan Academy Prize                                     | Prix spécial                                                   | Kiki, la petite sorcière      | [ 237 ] |
| 1990  | Kinema Junpō Awards                                     | Prix des lecteurs - Meilleur film japonais                     | Kiki, la petite sorcière      | [ 237 ] |
| 1990  | Prix du film Mainichi                                   | Meilleur film d'animation                                      | Kiki, la petite sorcière      | [ 237 ] |
| 1993  | Festival international du film d'animation d'Annecy     | Cristal du long métrage                                        | Porco Rosso                   | [ 249 ] |
| 1993  | Prix du film Mainichi                                   | Meilleur film d'animation                                      | Porco Rosso                   | [ 235 ] |
| 1997  | Prix Hōchi du cinéma                                    | Prix spécial                                                   | Princesse Mononoké            | [ 237 ] |
| 1997  | Japan Media Arts Festival                               | Grand Prix catégorie Animation                                 | Princesse Mononoké            | [ 237 ] |
| 1997  | Blue Ribbon Awards                                      | Prix spécial                                                   | Princesse Mononoké            | [ 237 ] |
| 1998  | Japan Academy Prize                                     | Film de l'année                                                | Princesse Mononoké            | [ 237 ] |
| 1998  | Kinema Junpō Awards                                     | Prix des lecteurs - Meilleur film                              | Princesse Mononoké            | [ 237 ] |
| 1998  | Kinema Junpō Awards                                     | Prix des lecteurs - Meilleur réalisateur                       | Princesse Mononoké            | [ 237 ] |
| 1998  | Prix du film Mainichi                                   | Meilleur film d'animation                                      | Princesse Mononoké            | [ 237 ] |
| 1998  | Prix du film Mainichi                                   | Meilleur film                                                  | Princesse Mononoké            | [ 237 ] |
| 1998  | Prix du film Mainichi                                   | Prix des lecteurs - Meilleur film                              | Princesse Mononoké            | [ 237 ] |
| 2002  | Berlinale                                               | Ours d'or                                                      | Le Voyage de Chihiro          | [ 237 ] |
| 2002  | Blue Ribbon Awards                                      | Meilleur film                                                  | Le Voyage de Chihiro          | [ 250 ] |
| 2002  | New York Film Critics Circle                            | Meilleur film d'animation                                      | Le Voyage de Chihiro          | [ 251 ] |
| 2002  | New York Film Critics Online                            | Meilleur film d'animation                                      | Le Voyage de Chihiro          | [ 237 ] |
| 2002  | Boston Society of Film Critics                          | Mention spéciale                                               | Le Voyage de Chihiro          | [ 237 ] |
| 2002  | National Board of Review                                | Meilleur film d'animation                                      | Le Voyage de Chihiro          | [ 237 ] |
| 2002  | Kinema Junpō Awards                                     | Prix des lecteurs - Meilleur film                              | Le Voyage de Chihiro          | [ 252 ] |
| 2002  | Los Angeles Film Critics Association                    | Meilleur film d'animation                                      | Le Voyage de Chihiro          | [ 237 ] |
| 2002  | Prix du film Mainichi                                   | Meilleur film d'animation                                      | Le Voyage de Chihiro          | [ 238 ] |
| 2002  | Prix du film Mainichi                                   | Meilleure réalisation                                          | Le Voyage de Chihiro          | [ 238 ] |
| 2002  | Prix du film Mainichi                                   | Meilleur film                                                  | Le Voyage de Chihiro          | [ 238 ] |
| 2002  | Prix du film Mainichi                                   | Prix des lecteurs - Meilleur film                              | Le Voyage de Chihiro          | [ 238 ] |
| 2002  | Prix du film Mainichi                                   | Prix Noburō Ōfuji                                              | La Chasse à la baleine        | [ 235 ] |
| 2002  | Festival international du film de San Francisco         | Prix du public - Meilleur long métrage narratif                | Le Voyage de Chihiro          | [ 237 ] |
| 2002  | Festival international du film fantastique de Catalogne | Mention spéciale                                               | Le Voyage de Chihiro          | [ 237 ] |
| 2002  | Japan Academy Prize                                     | Film de l'année                                                | Le Voyage de Chihiro          | [ 118 ] |
| 2002  | Japan Media Arts Festival                               | Grand Prix catégorie Animation                                 | Le Voyage de Chihiro          | [ 253 ] |
| 2002  | Hong Kong Film Awards                                   | Meilleur film asiatique                                        | Le Voyage de Chihiro          | [ 237 ] |
| 2003  | Oscars du cinéma                                        | Meilleur film d'animation                                      | Le Voyage de Chihiro          | [ 119 ] |
| 2003  | Critics' Choice Movie Awards                            | Meilleur film d'animation                                      | Le Voyage de Chihiro          | [ 237 ] |
| 2003  | Online Film Critics Society                             | Meilleur film d'animation                                      | Le Voyage de Chihiro          | [ 237 ] |
| 2003  | Film Critics Circle of Australia                        | Meilleur film en langue étrangère                              | Le Voyage de Chihiro          | [ 254 ] |
| 2003  | Satellite Awards                                        | Meilleur film d'animation ou multimédia                        | Le Voyage de Chihiro          | [ 237 ] |
| 2003  | Florida Film Critics Circle                             | Meilleur film d'animation                                      | Le Voyage de Chihiro          | [ 237 ] |
| 2003  | Dallas-Fort Worth Film Critics Association              | Meilleur film d'animation                                      | Le Voyage de Chihiro          | [ 237 ] |
| 2003  | Festival du film fantastique d'Amsterdam                | Silver Scream Award                                            | Le Voyage de Chihiro          | [ 237 ] |
| 2003  | Annie Awards                                            | Meilleur film d'animation                                      | Le Voyage de Chihiro          | [ 237 ] |
| 2003  | Annie Awards                                            | Meilleure réalisation d'un film d'animation                    | Le Voyage de Chihiro          | [ 237 ] |
| 2003  | Annie Awards                                            | Meilleur scénario d'un film d'animation                        | Le Voyage de Chihiro          | [ 237 ] |
| 2003  | Broadcast Film Critics Association                      | Meilleur film d'animation                                      | Le Voyage de Chihiro          | [ 255 ] |
| 2004  | Japan Media Arts Festival                               | Prix d'excellence catégorie Animation                          | Le Château ambulant           | [ 256 ] |
| 2004  | Festival international du film fantastique de Catalogne | Prix du public - Meilleur film                                 | Le Château ambulant           | [ 240 ] |
| 2004  | Mostra de Venise                                        | Prix Osella pour la meilleure contribution technique           | Le Château ambulant           | [ 124 ] |
| 2005  | Festival du film de Hollywood                           | Meilleur film d'animation                                      | Le Château ambulant           | [ 257 ] |
| 2005  | Prix du film Mainichi                                   | Prix des lecteurs - Meilleur film                              | Le Château ambulant           | [ 240 ] |
| 2005  | San Diego Film Critics Society                          | Meilleur film d'animation                                      | Le Château ambulant           | [ 258 ] |
| 2005  | New York Film Critics Circle                            | Meilleur film d'animation                                      | Le Château ambulant           | [ 251 ] |
| 2007  | Prix Nebula                                             | Meilleur script                                                | Le Château ambulant           | [ 259 ] |
| 2008  | Mostra de Venise                                        | Prix de la fondation Mimmo Rotella                             | Ponyo sur la falaise          | [ 246 ] |
| 2008  | Japan Academy Prize                                     | Meilleur film d'animation                                      | Ponyo sur la falaise          | [ 260 ] |
| 2008  | Prix du film Mainichi                                   | Prix Noburō Ōfuji                                              | Ponyo sur la falaise          | [ 235 ] |
| 2013  | Alliance of Women Film Journalists                      | Meilleur film d'animation                                      | Le vent se lève               | [ 261 ] |
| 2013  | Annie Awards                                            | Meilleur scénario d'un film d'animation                        | Le vent se lève               | [ 262 ] |
| 2013  | Boston Online Film Critics Association Awards           | Meilleur film d'animation                                      | Le vent se lève               | [ 263 ] |
| 2013  | Boston Society of Film Critics                          | Meilleur film d'animation                                      | Le vent se lève               | [ 264 ] |
| 2013  | Chicago Film Critics Association                        | Meilleur film d'animation                                      | Le vent se lève               | [ 265 ] |
| 2013  | Japan Academy Prize                                     | Meilleur film d'animation                                      | Le vent se lève               | [ 266 ] |
| 2013  | National Board of Review                                | Meilleur film d'animation                                      | Le vent se lève               | [ 267 ] |
| 2013  | New York Film Critics Circle                            | Meilleur film d'animation                                      | Le vent se lève               | [ 251 ] |
| 2013  | New York Film Critics Online                            | Meilleur film d'animation                                      | Le vent se lève               | [ 268 ] |
| 2013  | Online Film Critics Society                             | Meilleur film d'animation                                      | Le vent se lève               | [ 269 ] |
| 2013  | Satellite Awards                                        | Meilleur film d'animation ou multimédia                        | Le vent se lève               | [ 270 ] |
| 2023  | Prix Eisner                                             | Meilleure édition américaine d'une œuvre internationale (Asie) | Le Voyage de Shuna            | [ 271 ] |
| 2024  | Golden Globes                                           | Meilleur film d'animation                                      | Le Garçon et le Héron         | [ 272 ] |
| 2024  | British Academy Film Awards                             | Meilleur film d’animation                                      | Le Garçon et le Héron         | [ 273 ] |
| 2024  | Oscars du cinéma                                        | Meilleur film d’animation                                      | Le Garçon et le Héron         | [ 274 ] |

### Nominations et sélections
| Année | Cérémonie                                               | Catégorie                                   | Film                       | Réf     |
| ----- | ------------------------------------------------------- | ------------------------------------------- | -------------------------- | ------- |
| 1986  | Kinema Junpō Awards                                     | Prix des lecteurs - Meilleur film           | Le Château dans le ciel    | [ 236 ] |
| 1998  | Kinema Junpō Awards                                     | Prix des critiques - Meilleur film          | Princesse Mononoké         | [ 237 ] |
| 2000  | Annie Awards                                            | Meilleure réalisation d'un film d'animation | Princesse Mononoké         | [ 275 ] |
| 2001  | Prix Nebula                                             | Meilleur script                             | Princesse Mononoké         | [ 276 ] |
| 2002  | Prix du cinéma européen                                 | Screen International Award                  | Le Voyage de Chihiro       | [ 277 ] |
| 2002  | Festival international du film fantastique de Catalogne | Meilleur film                               | Le Voyage de Chihiro       | [ 237 ] |
| 2003  | Online Film Critics Society                             | Meilleur film en langue étrangère           | Le Voyage de Chihiro       | [ 237 ] |
| 2003  | British Independent Film Awards                         | Meilleur film étranger                      | Le Voyage de Chihiro       | [ 278 ] |
| 2003  | Saturn Awards                                           | Meilleur scénario                           | Le Voyage de Chihiro       | [ 237 ] |
| 2003  | Chicago Film Critics Association                        | Meilleur film en langue étrangère           | Le Voyage de Chihiro       | [ 279 ] |
| 2003  | International Horror Guild Awards                       | Meilleur film                               | Le Voyage de Chihiro       | [ 280 ] |
| 2003  | César du cinéma                                         | Meilleur film étranger                      | Le Voyage de Chihiro       | [ 281 ] |
| 2003  | Prix Hugo                                               | Meilleure présentation dramatique           | Le Voyage de Chihiro       | [ 282 ] |
| 2004  | British Academy Film Awards                             | Meilleur film en langue étrangère           | Le Voyage de Chihiro       | [ 283 ] |
| 2004  | London Film Critics Circle                              | Meilleur film en langue étrangère           | Le Voyage de Chihiro       | [ 284 ] |
| 2004  | Prix Nebula                                             | Meilleur script                             | Le Voyage de Chihiro       | [ 285 ] |
| 2004  | Festival international du film fantastique de Catalogne | Meilleur film                               | Le Château ambulant        | [ 240 ] |
| 2004  | Mostra de Venise                                        | Lion d'or                                   | Le Château ambulant        | [ 286 ] |
| 2005  | Satellite Awards                                        | Meilleur film d'animation ou multimédia     | Le Château ambulant        | [ 258 ] |
| 2005  | Festival international du film de Seattle               | Golden Space Needle                         | Le Château ambulant        | [ 240 ] |
| 2006  | Oscars du cinéma                                        | Meilleur film d'animation                   | Le Château ambulant        | [ 287 ] |
| 2006  | Annie Awards                                            | Meilleure réalisation d'un film d'animation | Le Château ambulant        | [ 288 ] |
| 2006  | Annie Awards                                            | Meilleur scénario d'un film d'animation     | Le Château ambulant        | [ 288 ] |
| 2006  | Critics' Choice Movie Awards                            | Meilleur film d'animation                   | Le Château ambulant        | [ 258 ] |
| 2006  | Online Film Critics Society                             | Meilleur film d'animation                   | Le Château ambulant        | [ 258 ] |
| 2006  | Saturn Awards                                           | Meilleur film d'animation                   | Le Château ambulant        | [ 289 ] |
| 2006  | Hong Kong Film Awards                                   | Meilleur film asiatique                     | Le Château ambulant        | [ 290 ] |
| 2008  | Mostra de Venise                                        | Lion d'or                                   | Ponyo sur la falaise       | [ 246 ] |
| 2009  | Asian Film Awards                                       | Meilleure réalisateur                       | Ponyo sur la falaise       | [ 291 ] |
| 2009  | Chicago Film Critics Association                        | Meilleur film d'animation                   | Ponyo sur la falaise       | [ 292 ] |
| 2009  | Washington DC Area Film Critics Association             | Meilleur film d'animation                   | Ponyo sur la falaise       | [ 293 ] |
| 2010  | Online Film Critics Society                             | Meilleur film d'animation                   | Ponyo sur la falaise       | [ 294 ] |
| 2010  | Hong Kong Film Awards                                   | Meilleur film asiatique                     | Ponyo sur la falaise       | [ 295 ] |
| 2010  | Annie Awards                                            | Meilleure réalisation d'un film d'animation | Ponyo sur la falaise       | [ 296 ] |
| 2013  | Annie Awards                                            | Meilleur film d'animation                   | Le vent se lève            | [ 297 ] |
| 2013  | Annie Awards                                            | Meilleur scénario d'un film d'animation     | La Colline aux coquelicots | [ 298 ] |
| 2013  | Chicago Film Critics Association                        | Meilleur film en langue étrangère           | Le vent se lève            | [ 299 ] |
| 2013  | Critics' Choice Movie Awards                            | Meilleur film d'animation                   | Le vent se lève            | [ 299 ] |
| 2013  | Dallas-Fort Worth Film Critics Association              | Meilleur film d'animation                   | Le vent se lève            | [ 300 ] |
| 2013  | Golden Globes                                           | Meilleur film en langue étrangère           | Le vent se lève            | [ 301 ] |
| 2013  | Online Film Critics Society                             | Meilleur film                               | Le vent se lève            | [ 302 ] |
| 2013  | Online Film Critics Society                             | Meilleure réalisateur                       | Le vent se lève            | [ 302 ] |
| 2013  | Online Film Critics Society                             | Meilleur film en langue étrangère           | Le vent se lève            | [ 302 ] |
| 2013  | Online Film Critics Society                             | Meilleur scénario adapté                    | Le vent se lève            | [ 302 ] |
| 2013  | San Francisco Film Critics Circle                       | Meilleur film d'animation                   | Le vent se lève            | [ 303 ] |
| 2013  | St. Louis Film Critics Association                      | Meilleur film d'animation                   | Le vent se lève            | [ 304 ] |
| 2013  | Mostra de Venise                                        | Lion d'or                                   | Le vent se lève            | [ 305 ] |
| 2013  | Washington DC Area Film Critics Association             | Meilleur film d'animation                   | Le vent se lève            | [ 306 ] |
| 2014  | Oscars du cinéma                                        | Meilleur film d'animation                   | Le vent se lève            | [ 307 ] |
| 2023  | Festival international du film de Toronto               | Deuxième finaliste                          | Le Garçon et le Héron      | [ 308 ] |
| 2023  | Festival international du film de Saint-Sébastien       | Hors compétition                            | Le Garçon et le Héron      | [ 309 ] |
| 2023  | Festival Lumière                                        |                                             | Le Garçon et le Héron      | [ 310 ] |
| 2024  | Golden Globes                                           | Meilleure musique de film                   | Le Garçon et le Héron      | [ 272 ] |

### Prix personnels
| Année | Cérémonie                                         | Prix                        | Réf     |
| ----- | ------------------------------------------------- | --------------------------- | ------- |
| 1998  | Annie Awards                                      | Prix Winsor McCay           | [ 311 ] |
| 2005  | Mostra de Venise                                  | Lion d'or pour la carrière  | [ 124 ] |
| 2009  | San Diego Comic-Con                               | Prix Inkpot                 | [ 312 ] |
| 2012  | Personne de mérite culturel                       | Personne de mérite culturel | [ 313 ] |
| 2014  | Oscars du cinéma                                  | Oscar d'honneur             | [ 314 ] |
| 2019  | Prix World Fantasy                                | Grand maître                | [ 315 ] |
| 2023  | Festival international du film de Saint-Sébastien | Prix Donostia               | [ 316 ] |

## Hommage
La mante Nausicaamantis miyazakii a été nommée en son honneur.